# Саймън Кричли
Cаймън Кричли (на английски: Simon Critchley, 27 февруари 1960 г.) е английски философ, работещ в континенталната традиция, с интереси и приноси към етиката, политиката и теория на културата.
Според Кричли философстването започва след разочарование, най-вече от социалната действителност, но също и от екзистенцията изобщо. Особен негов интерес е проблематиката за смъртта, като той е съосновател на полусериозното Международно некронавтско общество, чиято заявена цел е „да направи за смъртта същото, което сюрреалистите са направили за секса“.

## Биография
Кричли следва философия, дипломира се в Ница (M.Phil. 1987) и прави докторат в Есекс (PhD 1988) върху проблематика в трудовете на Дерида и Левинас. Продължава кариерата си като преподавател там и от 1999 г. е професор. Гостуващ професор е в Сидни (2002), Осло и др.
Докторската му дисертация е преработена за книга, която излиза в 1992 г. и по късно се преиздава. Като специалист върху философията на Левинас той става редактор и на редица сборници, които са му посветени. Две десетилетия по-късно Кричли е вече автор на двадесетина монографии, участва в редакционните колегии на няколко популярни поредици, занимава се и с популяризиране на философията.
От младежките си години Кричли е запазил интерес към пънк и рок музиката, участва в неотдавна издаден албум и е автор на книга, посветена на Дейвид Боуи. Том МакKарти (британcки писател) е негов приятел и заедно организират прояви на МНО, а също публикуват текстове по темата.

### Други
- (2008) Democracy and Disappointment: On the Politics of Resistance (DVD) – Alain Badiou and Simon Critchley in Conversation, Slought Books, Philadelphia. / разговор с Ален Бадиу
- (2013) Stay, Illusion! The Hamlet Doctrine, Pantheon (North America); Verso (Europe) / роман
- (2014) Bowie, OR Books.